# Dušan Šinigoj
Dušan Šinigoj (7. listopadu 1933 Dornberk – 18. srpna 2024) byl slovinský politik.

## Životopis
Narodil se v Dornberku nedaleko Nové Gorice, kde vystudoval gymnázium. Ekonomickou fakultu Univerzity v Lublani dokončil v roce 1960 a poté působil jako učitel na ekonomické střední škole v Ajdovščině. V roce 1978 byl zvolen místopředsedou slovinského výkonného výboru (vlády), předsedou vlády byl od května 1984. Svoji pozornost zaměřil na řešení ekonomických problémů. V dobách, kdy byl premiérem, došlo k reformě školského systému. Pokoušel se o navázání styků se sousedními zeměmi, což naráželo na odpor srbského a jugoslávského vedení. Na sklonku své existence připravila jeho vláda dvanáct dokumentů, které řešily všechny klíčové aspekty postavení Slovinska v reformované konfederativní Jugoslávii. Tyto podklady pak po prvních svobodných volbách posloužily DEMOSovské vládě.
Po prvních svobodných volbách v roce 1990 se již politicky neangažoval. Za svůj podíl na založení Pracovního společenství Alpy-Jadran obdržel v roce 2000 spolu s dalšími žijícími zakladateli zlatou medaili tohoto společenství.